# Анунд I Першопоселенець
Анунд I Першопоселенець (швед. Bröt-Anund; ? — бл. 640) — конунг Свитьода у 620—640 роках. Мав також прізвисько «Шлях». Основні відомості містяться у «Сазі про Інґлінґів».

## Життєпис
Походив з династії Юнглінгів (Інґлінґів). Син конунга Інґвара Високого. Про місце та дату народження нічого невідомо. Після смерті батька близько 620 року став новим конунгом.
Анунд насамперед організував похід у землю естів. Там він помстився за свого батька і повернувся з багатою здобиччю. Після цього Анунда став правити мирно і збирати багатства. Відповідно до саг і легенд, у роки його правління в Свитьоді (східна частина Свеаланда) були багаті врожаї, і люди дуже любили Анунда. Був доброзичливішим за всіх конунгів.
У ті часи Швеція була вкрита непрохідними лісами. Анунд доклав багато праці і коштів, щоб вирубати хащі і заселити ці землі. конунг також наказав прокласти по всій країні шляхи через ліси, болота і гори, де виникли великі геради, за що отримав прізвисько «Першопоселенець» та «Шлях».
Таким чином була заселена країна, тому що народ країни вітав новоселів. конунг Анунда побудував собі двори в кожному великому місті в Світьод і їздив по всій країні вейцлами.
Водночас намагався мирним шляхом поступово об'єднати під своєю орудою Свеаланд. Зрештою став головним конунгом усі свеїв. Втім його влада була суто номінальною, існувала здебільшого під час походів.
Для зміцнення становища своєї династії оженив сина на доньці короля Західного Геталанда. Відповідно до збірки «Коло Земне» Сноррі Стурлусона, король геатів Альґот погодився на шлюб своєї дочки Гаутільдри із сином Анунда конунгом Інґ'яльдом.
Під час однієї з таких поїздок у район, іменований Гіммельгей, Анунд потрапив під зсув ґрунту і загинув. Після нього владу успадкував син Інґ'яльд Підступний.

## Родина
- Інґ'яльд Підступний, син, конунг у 640—650 роках.